# Chionaspis pinifoliae
Chionaspis pinifoliae är en insektsart som först beskrevs av Fitch 1856.  Chionaspis pinifoliae ingår i släktet Chionaspis och familjen pansarsköldlöss. Inga underarter finns listade i Catalogue of Life.